# Estadio Sierra Nevada
El Estadio Sierra Nevada es un estadio de fútbol ubicado en la Unidad Bolivariana Bureche en la ciudad de Santa Marta, Magdalena que se inauguró con motivo de los Juegos Bolivarianos de 2017. Actualmente es la sede para los partidos como local del Unión Magdalena en la Categoría Primera A.
El escenario albergó su primer evento oficial el 11 de noviembre de 2017 con la ceremonia inaugural de los Juegos Bolivarianos 2017 con un concierto de Carlos Vives. Asimismo, en el estadio se jugó el torneo de fútbol masculino Sub-17 de las justas.

## Construcción
La decisión de construir el estadio nuevo para la ciudad de Santa Marta se dio luego que el alcalde Rafael Martínez definiera que era mejor construir un escenario multipropósito en lugar de remodelar el Estadio Eduardo Santos, inaugurado en 1951, considerado como el máximo escenario deportivo de la ciudad al ser sede durante casi toda su historia del club de fútbol profesional Unión Magdalena.
El estadio es el eje de la nueva Villa Bolivariana en el sector de Bureche ubicado en el sur de la ciudad, dentro de un lote de 34 hectáreas.
Debido a los retrasos en la obra, y rumores de daños o rupturas, la Fiscalía General de la Nación realizó una inspección sin que se hallaran irregularidades.
El estadio no cuenta con pista atlética, ya que las pruebas de atletismo de los Juegos Bolivarianos de 2017 se llevarán a cabo en un estadio anexo de exclusiva práctica para el deporte base.
El escenario fue sede de la inauguración y clausura de los Juegos Bolivarianos de 2017, y del torneo de fútbol masculino Sub-17, sin que se finalizaran las obras en su totalidad.

## Unión Magdalena
Con la inauguración del estadio, la administración local de Santa Marta, encabezada por su alcalde Rafael Martínez, anunció que el histórico club profesional de fútbol Unión Magdalena regresará a la ciudad para jugar en el Sierra Nevada, situación confirmada en el sorteo de la Dimayor por el gerente deportivo Iván Novella.
El convenio fue anunciado oficialmente para el regreso del Unión Magdalena el 27 de enero de 2018.